# Płonąca pułapka
Płonąca pułapka (ang. Ladder 49) – amerykański dramatyczny film fabularny, w reżyserii Jaya Russella, wyprodukowany przez Touchstone Pictures.
Film otrzymał mieszane oceny od krytyków. Serwis Rotten Tomatoes przyznał mu wynik 41%.

## Obsada
- Joaquin Phoenix – Jack Morrison
- John Travolta – kapitan Mike Kennedy
- Jacinda Barrett – Linda Morrison
- Morris Chestnut – Tommy Drake
- Kevin Daniels – Don Miller
- Robert Patrick – Lenny Richter
- Jay Hernández – Keith Perez
- Balthazar Getty – Ray Gauquin
- Kevin Chapman – Frank McKinny
- Brooke Hamlin – Katie Morrison
- Tim Guinee – Tony Corrigan
- Billy Burke – Dennis Gaquin
- Desiree Care – Maria
- Leslie Lyles – Roseleen Morrison
- Beau Russell – chłopiec na urodzinach

## Fabuła
Film opowiada historię uwięzionego w pożarze strażaka, Jacka Morrisona, któremu wystarczy tlenu tylko na kilka minut. Choć jego koledzy i szef robią wszystko, co w ich mocy, by go uratować, jego szanse na przeżycie maleją z sekundy na sekundę. Rozgrywa się emocjonująca walka z czasem, własnym strachem i słabościami. Przed oczami Jacka przesuwa się całe jego dotychczasowe życie.

## Nagrody
- 2005 – Wygrana BMI Film Music Award dla Williama Rossa
- 2005 – Nominacja do nagrody Złoty Satelita za najlepszą piosenkę (Shine Your Light wyk. Robbie Robertson)